# Disciplina académica

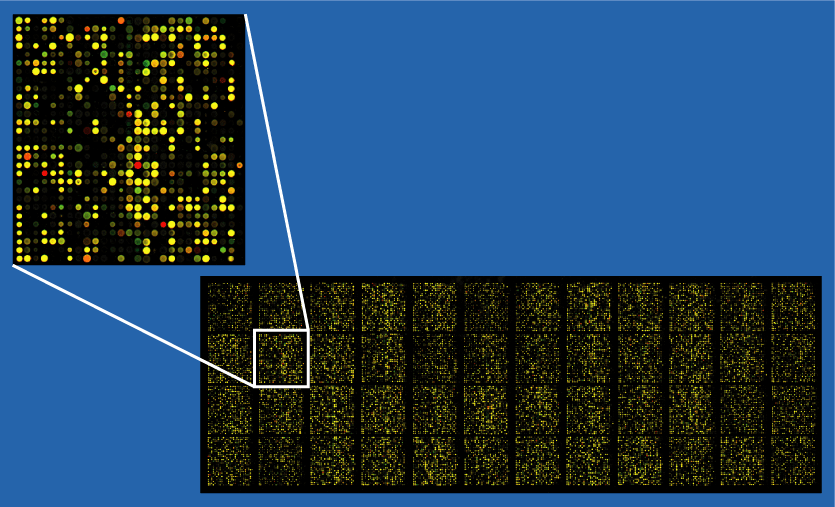
Una disciplina académica, es un campo de estudio más amplia. La disciplina puede incluso ser subdividida en sub-disciplinas, situación esta que no es aceptada por muchos científicos.

Una disciplina académica o campo de estudio es el desarrollo del conocimiento sobre un tema en específico, el cual es pensado o investigado en una escuela superior, un centro de estudios o una universidad. Las disciplinas están (en parte) definidas y reconocidas por las publicaciones académicas en donde se exponen los resultados de procesos de investigación y por los círculos académicos, intelectuales o científicos a los cuales pertenecen los investigadores.
Las disciplinas académicas tienen por lo general numerosas ramas o subdisciplinas y las líneas que las distinguen suelen ser arbitrarias y ambiguas. 
La delimitación de campos de estudio en disciplinas académicas no es un proceso exento de controversia y recibe críticas significativas por parte de diversos estudiosos. La validez de ciertas categorizaciones como disciplinas establecidas es objeto de debate, lo que genera discusiones sustanciales en la comunidad académica.

## Historia
En la Europa de la Escolástica existían solo cuatro facultades en una universidad: Teología, Medicina, Jurisprudencia y Arte; esta última considerada en un plano inferior con respecto a las otras tres. Las disciplinas universitarias contemporáneas pertenecen a los procesos de secularización de la universidad comenzados hacia mediados del siglo XIX cuando el currículo tradicional medieval fue reemplazado por las lenguas vernáculas y su literatura y la ciencia y las disciplinas tecnológicas como la física, la química, la biología y la ingeniería se agregaron a las cuatro facultades tradicionales.
A principios del siglo XX nacen nuevas disciplinas como la educación, la sociología y la psicología. En las décadas de 1970 y 1980 se produjo una "explosión" de nuevas y numerosas disciplinas que se enfocaban a estudios cada vez más específicos. Surgen en muchos lugares disciplinas como los estudios de la mujer, estudios sobre los grupos minoritarios, estudios ambientales específicos y muchos otros. Algunas disciplinas fueron diseñadas como preparación para el ejercicio de carreras y profesiones como la enfermería y la administración hospitalaria, entre otras. Finalmente se comienza a hablar de los estudios interdisciplinarios en campos científicos como la bioquímica, la geofísica, la sociología y la psicología y sus contribuciones al conocimiento ganaron grandes prestigios. 

## Características
Las disciplinas académicas se caracterizan por los siguientes rasgos:
- Objeto de investigación específico. Cada disciplina tiene un área o aspecto particular del mundo que estudia. Si bien este objeto puede superponerse con otras disciplinas, el enfoque y la aproximación son generalmente distintos (por ejemplo, la sociología se centra en la sociedad, la biología en los organismos vivos, la física en las leyes fundamentales de la naturaleza).[1][6]

- Conocimiento especializado acumulado. Las disciplinas desarrollan un cuerpo de conocimiento específico, que incluye hechos, teorías y hallazgos relacionados con su área de estudio. Este conocimiento a menudo se construye con el tiempo y se considera especializado dentro de la disciplina.[1][6]

- Teorías y conceptos. Las disciplinas tienen sus propios marcos de teorías, conceptos y principios que ayudan a organizar y comprender el conocimiento acumulado. Estos proporcionan una estructura para la indagación y la explicación dentro del campo.[1][6]

- Terminologías específicas. Cada disciplina utiliza su propio vocabulario único, términos técnicos y jerga que son específicos de sus conceptos y métodos. Este lenguaje especializado facilita la comunicación precisa entre los expertos en el campo. Por ejemplo, la física utiliza términos como "entrelazamiento cuántico" y "termodinámica", mientras que la sociología utiliza términos como "estratificación social" y "capital cultural".[1][6]

- Métodos de investigación específicos. Las disciplinas emplean metodologías y técnicas particulares para investigar sus objetos de investigación. Estos métodos a menudo se adaptan a los tipos específicos de preguntas que se formulan y a la naturaleza de la evidencia que se busca en ese campo. Por ejemplo, la investigación histórica se basa en el análisis de archivos, mientras que la psicología experimental utiliza experimentos controlados.[6]

- Manifestación institucional. Las disciplinas académicas están típicamente representadas dentro de las universidades y colegios a través de departamentos específicos, programas de estudio y cursos. También suelen tener asociaciones profesionales, revistas y conferencias que sirven como plataformas para la comunicación y el avance del conocimiento.[1][6]

- Comunidad de discurso. Con el tiempo, cada disciplina desarrolla una forma particular de comunicarse, que incluye estilos específicos de escritura, argumentación y citación. Formar parte de una disciplina implica aprender estas convenciones.[7]

- Transmisión y reproducción. Las disciplinas aseguran su continuidad al ser enseñadas en instituciones educativas, lo que permite que el conocimiento y las prácticas se transmitan a las nuevas generaciones de académicos.[8][9]

No todas las disciplina cumplen con todas estas características. Cuando una disciplina no cumple con varias de estas características a veces es llamada "estudio", para indicar que se trata de un campo de investigación emergente.

## Clasificación
El psicólgoo Anthony Biglan ha desarrollado una clasificación de las disciplinas académicas. Las distingue entre "duras" y "blandas", que se corresponde con la división entre ciencias naturales y ciencias sociales (o humanidades). También las divide en las siguientes categorías:
- Puras o primariamente teóricas, como la matemática
- Aplicadas, como la ingeniería
- Dedicadas a los sistemas vivos, como la biología
- Dedicadas a sistemas no vivos, como la historia

## Interacciones
Existen varias maneras en que las diferentes disciplinas académicas pueden colaborar entre sí:

### Multidisciplinariedad
La multidisciplinariedad es un enfoque de trabajo en el que diversas disciplinas participan de manera paralela o independiente en un problema o proyecto.

### Interdisciplinariedad
La interdisciplinariedad consiste en la integración de conocimientos, métodos y enfoques provenientes de distintas disciplinas con el propósito de abordar de manera conjunta un problema, tema o proyecto. En este caso hay una colaboración activa entre las disciplinas, lo que da lugar a un intercambio de ideas y a la síntesis de perspectivas.

### Transdisciplinariedad
La transdisciplinariedad va más allá de la integración de disciplinas. Busca generar un nuevo marco conceptual o un nivel superior de conocimiento. Este enfoque promueve la cooperación no solo entre distintas disciplinas académicas, sino también entre agentes externos al ámbito académico.